# Franz Eckert (Theologe)
Franz Eckert (* 30. Januar 1943 in Eußerthal, Pfalz, Deutschland) ist ein Schweizer Philosoph, römisch-katholischer Theologe, Germanist, Kolumnist und Autor.

## Leben
Franz Eckert ist der Sohn eines Sägewerksbesitzers. Nach dem Abitur am Altsprachlichen Gymnasium in Speyer am Rhein studierte er Philosophie, Theologie und Germanistik in München und Freiburg im Breisgau. In der Folge liess er sich zum Gymnasiallehrer ausbilden. 1973 wurde er durch den Solothurner Regierungsrat zum Kantonsschullehrer gewählt. An der Kantonsschule in Solothurn (Schweiz) unterrichtete er anschliessend über 30 Jahre die Fächer Deutsch und Religion. Er war viele Jahre als Dozent in der Erwachsenenbildung tätig und Kolumnist in der Solothurner Zeitung. Eckert lebt in Langendorf Kanton Solothurn.

## Werke
- Ins Gespräch kommen. 100 thematische Einstiege für eine lebendige Gruppenarbeit. Herder Verlag, Freiburg i. Br. 2003, ISBN 3-451-28098-1.
- Schöpfungsglauben lernen und lehren. Vandenhoeck & Ruprecht, Göttingen 2009, ISBN 978-3-525-58002-8.
- mit Hans Alfred Stricker: Gott erfahren heute, Entdeckungsreisen mitten ins Leben. Rex Verlag, Luzern 2017, ISBN 978-3-7252-1006-0.[2]
- Gedichte vor Ort. Books on Demand, Norderstedt 2019, ISBN 978-3-7494-3631-6.[3]
- Wege zur Transzendenz. Rex Verlag, Luzern 2023, ISBN 978-3-7252-1098-5.